# Paraturbanella xaymacana
Paraturbanella xaymacana is een buikharige uit de familie van de Turbanellidae. De wetenschappelijke naam van de soort werd voor het eerst geldig gepubliceerd in 2018 door Dal Zotto, Leasi en Todaro.